# Carcinactis ichikawai
Carcinactis ichikawai is een zeeanemonensoort uit de familie Sagartiidae.
Carcinactis ichikawai is voor het eerst wetenschappelijk beschreven door Uchida in 1960.